# Coprosma velutina
Coprosma velutina är en måreväxtart som beskrevs av Francis Raymond Fosberg. Coprosma velutina ingår i släktet Coprosma och familjen måreväxter.
Artens utbredningsområde är Tubuaiöarna. Inga underarter finns listade i Catalogue of Life.